# Rumy (jezioro)
Rumy – jezioro w Polsce położone w województwie warmińsko-mazurskim, w powiecie szczycieńskim, w gminie Dźwierzuty.

## Dane
- Powierzchnia – ok. 2 ha
- Typ – karasiowy
- Jezioro jest hydrologicznie zamknięte

## Opis
Bardzo małe, zamknięte jeziorko o bardzo nieregularnym kształcie. Znaczenie niewielkie, jednak korzystają z niego mieszkańcy najbliższej wsi Rumy. Brzegi płaskie, w większości z polami i łąkami. Dojazd ze Szczytna drogą krajową nr 53 do Dźwierzut, następnie powiatową nr 26607 do wsi Rumy.